# Gastrotheca helenae
Espèce
Statut de conservation UICN

 DD  : Données insuffisantes
Gastrotheca helenae est une espèce d'amphibiens de la famille des Hemiphractidae.

## Répartition
Cette espèce se rencontre sur le Paramo de Tamá à la frontière entre le Venezuela dans les États d'Apure et de Táchira et la Colombie dans le département de Norte de Santander entre 2 300 et 2 350 m d'altitude sur le Cerro Tamá,.

## Description
La femelle holotype mesure 65 mm.

## Étymologie
Cette espèce est nommée en l'honneur d'Helen Gaige.

## Publication originale
- Dunn, 1944 : A new marsupial frog (Gastrotheca) from Colombia. Caldasia, vol. 2, no 9, p. 397-405 (texte intégral).